# José María Cordero
José María Cordero (Buenos Aires, 1816 - Ibidem, 8 de mayo de 1887) fue un marino argentino que luchó en la Guerra Grande y en la guerra entre la Confederación Argentina y el Estado de Buenos Aires.

## Biografía
José María Cordero nació en Buenos Aires en 1816, hijo de José Cordero y Benita Berutti. Dos de sus hermanos destacaron en la historia militar de la armada de su nación: Bartolomé y Mariano Cordero. Un tercero, José Antonio Cordero, murió joven aún durante las guerras civiles argentinas.
A los 19 años José María Cordero ingresó como aspirante en la Comandancia General de Marina. Bajo el mando de Juan Francisco Seguí fue destinado a la ciudad de Corrientes en previsión de una agresión paraguaya.
Tras pasar por la Sarandí a las órdenes de Enrique Sinclair, fue asignado en 1836 a la goleta General San Martín, destinada a estacionarse en aguas de Paysandú, ocupada por fuerzas de Fructuoso Rivera. En 1837 fue ascendido a subteniente de marina y estuvo brevemente al mando de la cañonera Porteña. El 8 y 9 de diciembre participó de los ataques contra las fuerzas riveristas, así como en los encuentros posteriores hasta el arribo de la escuadra adversaria al mando de Santiago Sciurano.
Ascendido a teniente graduado participó de los combates de Don Cristóbal (10 de abril de 1840) y Sauce Grande (16 de julio de 1840).
Al mando de la goleta Uruguay se incorporó a la escuadra al mando de Guillermo Brown. Estuvo luego al mando de la goleta Libertad efectuando tareas de patrullaje en el Río de la Plata.
Siendo segundo comandante de la goleta 9 de Julio intercambió el puesto con su hermano Mariano y paso al Belgrano, con el que participó del combate del 9 de diciembre de 1841 contra la escuadra riverista al mando de John Halstead Coe frente a las barrancas de San Gregorio, en la costa del departamento de San José, en el que fue capturado el Cagancha.
A comienzos de 1842 pasó a integrar la escuadrilla del Río Uruguay, nuevamente al mando de la Libertad, en operaciones contra la escuadrilla sutil riverista. En febrero fue reprimido un motín y fusilado su líder. Dejando el mando provisionalmente en manos del teniente Jorge Foster, pasó al bergantín Republicano con el que participó en el combate de Costa Brava contra la escuadra oriental al mando de José Garibaldi, siendo ascendido a teniente 1.º.
Sirvió en el bergantín Americano al mando de Seguí durante el traslado al frente oriental del ejército de Manuel Oribe.
Con la goleta Argentina operó en aguas del río Uruguay durante 1843 y 1844. De acuerdo a las instrucciones del general Antonio Díaz obstruyó el acceso al puerto de Paysandú para dificultar el acceso de las fuerzas de intervención anglo-francesas.
El 26 de diciembre de 1846 defendió esa ciudad del ataque de Fructuoso Rivera auxiliado por la escuadra francesa y el 5 de junio de 1847 fue designado comandante de la plaza, pasando luego a la Comandancia de Marina. En 1851 fue promovido a capitán graduado. Tras la batalla de Caseros y caído Juan Manuel de Rosas, José María Cordero se sumó a la escuadra de la Confederación Argentina.
En 1853 fue ascendido al grado de sargento mayor y al mando de la principal nave de la escuadra, el vapor Correo, encabezó la escuadra nacional que destruyó las fuerzas navales del Estado de Buenos Aires comandadas por el polaco Floriano Zurowski en el combate de Martín García (1853).
Al igual que sus hermanos Bartolomé y Mariano y los marinos Augusto Lasserre y Santiago Maurice se negaron a participar de la entrega de la escuadra de la Confederación pactada por su comandante Coe el 20 de junio de 1855
En 1861 fue ascendido a coronel graduado. En 1864 estuvo al mando de la goleta guardacostas Concordia.
En 1868 fue designado capitán del puerto de Concordia. En 1882 fue nombrado coronel de marina efectivo y en 1886 capitán de navío.
Falleció en Buenos Aires el 8 de mayo de 1887 desempeñándose como Inspector de Subprefecturas.
Estaba casado con la entrerriana Nicolasa Caraballo.